# Conrad Olsen
Conrad Olsen (ur. 6 lipca 1891 w Bergen, zm. 19 października 1970 w gminie Bærum) – norweski wioślarz. Brązowy medalista olimpijski.
Olsen uczestniczył w igrzyskach olimpijskich w Antwerpii (1920) w jednej konkurencji wioślarstwa: ósemka mężczyzn (3. miejsce; wraz z Theodorem Nagem, Adolfem Nilsenem, Håkonem Ellingsenem, Thorem Michelsenem, Arnem Mortensenem, Karlem Nagem, Tollefem Tollefsenem i Thoralfem Hagenem).